# Episodi di The Handmaid's Tale (seconda stagione)
La seconda stagione della serie televisiva The Handmaid's Tale, composta da tredici episodi, è stata trasmessa negli Stati Uniti, da Hulu, dal 25 aprile all'11 luglio 2018. 
In Italia la stagione è stata trasmessa dal 26 aprile al 12 luglio 2018 su TIMvision.
| n° | Titolo originale  | Titolo italiano       | Pubblicazione USA | Pubblicazione Italia |
| -- | ----------------- | --------------------- | ----------------- | -------------------- |
| 1  | June              | June                  | 25 aprile 2018    | 26 aprile 2018       |
| 2  | Unwomen           | Nondonne              | 25 aprile 2018    | 26 aprile 2018       |
| 3  | Baggage           | Bagaglio              | 2 maggio 2018     | 3 maggio 2018        |
| 4  | Other Women       | Altre donne           | 9 maggio 2018     | 10 maggio 2018       |
| 5  | Seeds             | Semi                  | 16 maggio 2018    | 17 maggio 2018       |
| 6  | First Blood       | Primo sangue          | 23 maggio 2018    | 24 maggio 2018       |
| 7  | After             | Dopo                  | 30 maggio 2018    | 31 maggio 2018       |
| 8  | Women's Work      | Il lavoro delle donne | 6 giugno 2018     | 7 giugno 2018        |
| 9  | Smart Power       | Potere intelligente   | 13 giugno 2018    | 14 giugno 2018       |
| 10 | The Last Ceremony | L'ultima cerimonia    | 20 giugno 2018    | 21 giugno 2018       |
| 11 | Holly             | Holly                 | 27 giugno 2018    | 28 giugno 2018       |
| 12 | Postpartum        | Postpartum            | 4 luglio 2018     | 5 luglio 2018        |
| 13 | The Word          | La parola             | 11 luglio 2018    | 12 luglio 2018       |

## June
- Titolo originale: June
- Diretto da: Mike Barker
- Scritto da: Bruce Miller

### Trama
Un van conduce June allo stadio dove le ancelle ribellatesi alla lapidazione di Janine vengono radunate per essere impiccate. Al momento dell'esecuzione però il meccanismo viene interrotto e irrompe Zia Lydia la quale ha organizzato questa farsa come monito per le ancelle a non tentare ulteriori atti eversivi.
Nel passato June è avvertita dalla scuola che Hannah ha la febbre e, poiché l'istituto non è riuscito a contattare nessuno dei genitori, è stata portata in ospedale. Corsa a recuperarla, June è tempestata di domande dall'infermiera che contesta la sua scelta di lavorare lasciando la bambina sola in situazioni di emergenza come questa. Tornate a casa, June trova Luke intento a seguire alla televisione gli attentati compiuti dai Figli di Giacobbe contro il governo americano.
Nel presente Zia Lydia accoglie con gioia la notizia della gravidanza di June, esonerandola dalla punizione cui vengono sottoposte le altre ancelle rivoltose. June mantiene un atteggiamento di aperta ostilità verso Zia Lydia, la quale l'avverte che il fatto di aspettare un bambino non la rende immune dalla condotta richiesta a Gilead. Per dimostrarglielo, Zia Lydia la accompagna da un'ancella (Diwyatt) che è stata punita per la sua ribellione e costretta a trascorrere i mesi della gravidanza legata a un letto. In ospedale per una visita dal ginecologo, June trova dentro il suo stivale una chiave che le permette di aprire la porta sul retro dello studio. Seguendo lo stesso segno rosso raffigurato sulla chiave, June entra nel retro di un camion frigorifero che si mette subito in moto. Mentre a casa Waterford il comandante e Serena sono preoccupati per la sua scomparsa, June raggiunge Nick che la invita a tagliarsi i capelli, promettendole che la farà nascondere in un posto sicuro. June decide di tagliarsi anche un pezzo d'orecchio, liberandosi della targhetta che la identifica come ancella. Bruciata la mantella rossa e il copricapo bianco che fino a quel momento hanno rappresentato la sua identità, June rivendica di essere tornata la ragazza che era prima dell'avvento di Gilead.

## Nondonne
- Titolo originale: Unwomen
- Diretto da: Mike Barker
- Scritto da: Bruce Miller

### Trama
Mentre June si nasconde nell'edificio che nel vecchio mondo era la sede del Boston Globe, Emily si ritrova nei campi di lavoro delle Colonie a diretto contatto con i rifiuti radioattivi.
Nel passato Emily era un'appassionata docente di biologia all'università. Il suo superiore le aveva comunicato che il nuovo collegio docenti, entrato in carica dopo il colpo di Stato, aveva stabilito di toglierle la cattedra in quanto lesbica, per confinarla in un laboratorio dedicato a ricerche sul mitocondrio. Un giorno il superiore di Emily, anch'egli omosessuale, viene trovato impiccato fuori dall'ateneo. Emily tenta di fuggire con la moglie e il figlio, ma viene bloccata in aeroporto perché priva del passaporto canadese e, dato che la nuova legge invalida le unioni omosessuali, è costretta a lasciarli partire.
Nel presente June esplora la redazione del Boston Globe, scoprendo che la stanza adibita alla stampa del quotidiano è stata utilizzata per le esecuzioni. Sentendo entrare qualcuno, si nasconde armata di un martello ed è sollevata nel capire che si tratta di Nick, venuto a vedere come sta. June pretende di andarsene e si fa dare la chiave del furgone; Nick l'avverte di quanto sia pericoloso uscire proprio adesso che è ricercata e le dà la sua pistola. Salita a bordo del veicolo, June fa i conti con la realtà e accetta di restare nascosta.
Intanto, nelle Colonie arriva la signora O'Conner, una Moglie spedita lì per aver tradito il proprio comandante. Emily fornisce a O'Conner delle pillole per limitare il contagio delle sostanze tossiche, ma in realtà la sta avvelenando per farle pagare i comportamenti tenuti dal marito quando violentava le donne. Tra le nuove reclute giunte alle Colonie c'è anche Janine.
A Boston June raduna gli effetti personali dei dipendenti del giornale per realizzare un altare commemorativo sulla parete delle esecuzioni.
- Guest star: Marisa Tomei, John Carroll Lynch, Clea DuVall

## Bagaglio
- Titolo originale: Baggage
- Diretto da: Kari Skogland
- Scritto da: Dorothy Fortenberry

### Trama
Sono trascorsi due mesi e June si trova ancora nascosta al Boston Globe. Documentandosi attraverso l'archivio del giornale, prova a ricostruire la catena degli eventi che hanno condotto all'instaurazione di Gilead, ricordandosi quando sua madre da piccola la portava alle manifestazioni contro la violenza sulle donne. Nick le annuncia che presto dovrà cambiare nascondiglio, ma June vuole rassicurazioni che si stia adoperando affinché Hannah possa ricongiungersi a lei.
Nel passato Holly, la madre di June, è un medico femminista che disapprovava le ultime scelte di vita della figlia. In particolare, Holly non capisce per quale motivo June abbia accettato di lavorare presso una piccola casa editrice, potendo ambire secondo lei a qualcosa di meglio, ma soprattutto di sposare Luke e rinunciare a combattere per i diritti che le donne stanno iniziando a perdere. Quando diverso tempo dopo si trova con Moira al Centro Rosso, June capisce da una diapositiva durante una lezione dimostrativa che sua madre è stata spedita nelle Colonie.
Nel presente June è prelevata dallo stesso uomo che l'aveva portata al Boston Globe. Arrivata all'hangar partenze dell'aeroporto, June trova un altro uomo di nome Omar il quale le spiega che verrà imbarcata nella stiva di un elicottero la sera successiva. Omar viene però improvvisamente avvertito che la loro copertura è saltata e cerca di scappare, ma June insiste per fuggire ugualmente e gli chiede di essere nascosta a casa sua. Omar è sposato con Heather e ha un figlio piccolo di nome Adam. Heather è un'Economoglie: a Gilead così sono chiamate le donne sposate con uomini di bassa estrazione sociale come Omar. Una domenica June rimane sola in casa mentre la famiglia va in chiesa, ma quando nel pomeriggio inoltrato non è ancora tornato nessuno, June decide di fuggire dopo aver indossato gli abiti di Heather. Riuscita a mimetizzarsi tra le altre Economogli, June prende un treno per avvicinarsi al confine con il Canada e quando è costretta a fuggire a piedi, si ritrova nello stesso punto della foresta in cui era stata fermata con Hannah. Rendendosi conto che l'idea di recuperare la figlia è solo una follia, accetta l'idea di lasciarla andare una seconda volta, sperando che un giorno il regime di Gilead abbia fine. June trova l'aeroplano sul quale deve imbarcarsi, mostrando al pilota l'orecchio tagliato per identificarsi come l'ancella che aspettava. Tuttavia l'aereo è fermato prima del decollo, il pilota ucciso e June arrestata insieme al ragazzo che si trovava a bordo.

## Altre donne
- Titolo originale: Other Women
- Diretto da: Kari Skogland
- Scritto da: Yahlin Chang

### Trama
June è tornata al Centro Rosso, dove le è stato reimpiantata la targhetta di ancella ed è tenuta legata a un letto. I Waterford hanno acconsentito a concederle una seconda possibilità e, qualora decidesse di rifiutarla, verrà giustiziata dopo il parto. June sceglie di tornare a casa Waterford (la versione ufficiale dei fatti è che si è trattato di un sequestro, non di una fuga volontaria), con Zia Lydia che puntualizza come dovrà meritarsi la nuova chance che le viene offerta. Rita le restituisce le lettere delle ancelle, affermando di sentirsi in pericolo a conservarle, e June le nasconde nuovamente dietro la vasca da bagno. I rapporti tra Serena e June restano molto tesi, con la signora Waterford che fatica a scordare i suoi 92 giorni di fuga con il bambino in grembo. Zia Lydia invita Serena a perdonare June, richiamando la volontà del Signore che ha comunque deciso di farla tornare.
Nel passato June incontra Annie, la moglie di Luke, che le chiede di farsi da parte per lasciarle salvare il suo matrimonio. Vedendo che June non intende prestarle ascolto, Annie la apostrofa dichiarando che presto o tardi Luke tornerà da lei. Quest'ultimo, sempre più convinto della sua scelta, intima ad Annie di non infastidire più June. Quando nasce Hannah, June vede Annie in un diner che la osserva da lontano con disprezzo.
Nel presente, terminata la festa per il nascituro, Serena si infuria perché June ha detto che quando era nata la prima figlia aveva dato via metà dei regali. Serena pretende che June torni al Centro Rosso, ma Fred è di avviso contrario e invita la moglie a concentrarsi unicamente sul bambino. Zia Lydia accompagna June al muro che costeggia il fiume, dove Omar è stato impiccato per averla aiutata a fuggire, mentre Heather è diventata ancella e le è stato portato via Adam. Dicendole che la colpa di questa tragedia è di June e non di Difred, Zia Lydia la convince a chiedere il perdono dei Waterford. Di notte Serena si introduce nella stanza di June per ascoltare i movimenti del bambino e sussurrargli che andrà tutto bene. Accettando di tornare alla vita di ancella, June prega Dio di farle dimenticare Hannah, sentendosi in colpa per aver formato una famiglia con Luke rovinando il suo rapporto con Annie. Nick si dice dispiaciuto che la fuga non sia andata a buon fine, ma June lo ignora ed esce per la sua passeggiata giornaliera.

## Semi
- Titolo originale: Seeds
- Diretto da: Mike Barker
- Scritto da: Kira Snyder

### Trama
June sembra essersi adattata alla vecchia vita di ancella e inizia a bruciare le lettere che teneva nascoste dietro la vasca da bagno. Nick la ferma dopo che ha dato fuoco ai primi fogli, salvando il resto delle lettere. Visitando June, Zia Lydia constata che la gravidanza sta procedendo regolarmente e soprattutto che il clima in casa Waterford è molto migliorato. June però nasconde di avere dei sanguinamenti vaginali e si chiude in se stessa. Quando Nick esprime preoccupazione per la depressione di June, Serena teme che si stia invaghendo dell'ancella, al che Fred si rivolge al Comandante Andrew Pryce per far ottenere a Nick una promozione in modo che si allontani da casa. Pryce tuttavia non può autorizzare lo spostamento di Nick perché in questo modo non potrebbe assolvere al suo compito di sorvegliare i Waterford. Nick è premiato per la sua lealtà a Gilead ricevendo in sposa una ragazza, la giovane Eden Spencer, che va a vivere nel capanno di casa Waterford. Uscendo dall'ufficio di Fred, Nick trova June riversa a terra in giardino in un lago di sangue.
Nelle Colonie Janine porta una ventata di dolcezza in un contesto di assoluta sofferenza, lanciando l'idea di far sposare due ancelle lesbiche prima che una di esse muoia. Emily, che sta iniziando a perdere i denti a causa delle sostanze tossiche, non apprezza l'atteggiamento disincantato di Janine, richiamandola a ciò che Gilead ha fatto a ognuna di loro. Quando l'ancella muore, Emily però dice a Janine che è stato un bel matrimonio.
June si risveglia in ospedale, promettendo al bambino, sopravvissuto all'emorragia, che troverà il modo di far scappare entrambi da Gilead.

## Primo sangue
- Titolo originale: First Blood
- Diretto da: Mike Barker
- Scritto da: Eric Tuchman

### Trama
Il dottore dimette June affermando che le perdite di sangue si sono arrestate e il feto è in perfetta salute. Serena si occupa amorevolmente della sua ancella, assicurandosi che non possano più esserci pericoli per il bambino.
Nel passato Serena deve presentare il suo libro Il posto di una donna all'università. La platea di studenti però le impedisce di parlare, costringendola ad abbandonare il palco prima che la situazione sfugga di mano. Spinta da Fred, Serena tiene il suo discorso all'ingresso dell'ateneo, definendo i contestatori dei privilegiati che non si rendono conto dei problemi che sta attraverso il mondo e paventando un cambiamento già in atto. Tra i fischi Serena sente anche qualche applauso, segno che le sue posizioni scomode stanno iniziando ad avere un seguito. Prima di salire in macchina Serena è colpita al ventre da un cecchino. In ospedale la donna, sopravvissuta all'attentato, trova nuove energie per continuare la sua battaglia. Fred fa uccidere i responsabili dell'attentato.
Nel presente Eden confida a June di sentirsi a disagio perché Nick sta facendo di tutto per evitarla, arrivando a sospettare che possa essere gay. June le assicura che non è così, invitandola a dargli tempo perché prima o poi le si concederà. Serena invita a pranzo le amiche di June con l'intenzione di sollevare l'umore dell'ancella, defilandosi quando June permette loro di sentire i calci del bambino. Terminato il pranzo, June esprime il desiderio di incontrare Hannah per poter constatare che stia bene. Serena risponde che non è possibile, ma le concede di poter tornare a stabilirsi nella sua stanza. June sprona Nick a unirsi carnalmente con Eden, altrimenti la ragazza potrebbe diventare un problema per loro. Fred si introduce nella camera di June, facendole avere una fotografia di Hannah. All'inaugurazione del Centro Rachele e Lia, Nick implora il Comandante Pryce di essere riassegnato e di garantire protezione a June. Vedendo che con la sua ancella l'approccio morbido non ha funzionato, Serena le dà una dimostrazione davanti a Eden di quale sia il suo ruolo. Diglen, punita con il taglio della lingua per la sua ribellione, si introduce nel Centro durante il discorso di Pryce e fa esplodere una bomba.

## Dopo
- Titolo originale: After
- Diretto da: Kari Skogland
- Scritto da: Lynn Renee Maxcy

### Trama
Gilead celebra il funerale delle 31 ancelle morte nell'attentato al Centro Rachele e Lia, costato la vita anche a 26 comandanti (incluso Pryce) e numerosi civili. Fred è sopravvissuto, ma giace in stato di incoscienza in un letto d'ospedale. Il comandante Ray Cushing assume il comando della sicurezza e promette a Fred che farà di tutto per scoprire i responsabili dell'attentato. Diverse ancelle, comprese Emily e Janine, vengono prelevate dalle Colonie per tornare in servizio al posto delle defunte. La notizia dell'attentato giunge anche a Toronto, dove Luke si dice sicuro che June non sia tra le vittime. Moira, non altrettanto tranquilla, esamina i registri delle persone scomparse alla ricerca di notizie sulla sua fidanzata.
Nel passato Moira decide di diventare una madre surrogata, partorendo il bambino di una coppia in cambio di soldi. June la aiuta nei mesi della gravidanza, partecipando con lei al corso preparto e facendole capire che non deve guardare con disprezzo le coppie apparentemente perfette. Moira dà alla luce il piccolo Gavin, ceduto come da protocollo ai genitori affidatari. Un giorno incontra Odette, l'ostetrica che l'aveva seguita durante la maternità, e le due donne si innamorano.
Nel presente June è interrogata da Cushing il quale vuole sapere chi si era occupato di lei durante la sua fuga da Gilead. June afferma di essere stata rapita, ma Cushing non le crede e la avverte che, quando l'indagine farà piena luce sui colpevoli dell'attentato, le conseguenze per le famiglie coinvolte saranno devastanti. Dopo aver assistito all'uccisione sommaria di una Marta per strada, June si reca in ospedale da Fred che ha ripreso conoscenza. Serena racconta a June che lei e Fred erano molto amici dei Cushing, tanto da trascorrere le vacanze insieme. Quando June le riferisce del colloquio avuto quel pomeriggio con Cushing, Serena la mette in guardia sulle domande insidiose dell'uomo. Preoccupata che l'ascesa di Cushing oscuri il potere dei Waterford, Serena chiede l'aiuto di Nick per espletare i compiti di Fred, producendo le prove che comportano l'arresto di Cushing per apostasia. Al supermercato June incontra Emily e Janine, innescando una catena in cui ogni ancella dice il proprio nome di battesimo alle altre.
Dopo aver passato ore nell'archivio dei defunti non identificati di Little America a Toronto, Moira scopre che Odette è tra le vittime delle prime fasi della repressione da parte di Gilead.
Serena invita June nello studio di Fred chiedendole, in quanto ex redattrice, di correggere le bozze delle ordinanze che lei stessa ha scritto per ripristinare la situazione a prima di Cushing.

## Il lavoro delle donne
- Titolo originale: Women's Work
- Diretto da: Kari Skogland
- Scritto da: Nina Fiore & John Herrera

### Trama
June e Serena terminano la stesura delle ordinanze appena in tempo per il ritorno di Fred dall'ospedale. Tornata in camera dopo aver accolto il comandante, June trova sul letto il carillon della ballerina che a suo tempo le aveva regalato Serena (e che le aveva tolto dopo la fuga) insieme a un mazzo di fiori, interpretato come segno di gratitudine della padrona per il lavoro svolto. Eden fatica ad adattarsi alla vita matrimoniale, soprattutto perché continua a sentire Nick distante.
Serena informa June che Angela, la figlia dei Putnam, sta poco bene. Al supermercato le ancelle vedono l'ambulanza trasportare la bimba in ospedale e Janine inizia a dare di matto per la sorte della piccola. Sentendosi partecipe delle angosce dei Putnam, Serena trova una possibile soluzione nella dottoressa Hodgson, una Marta che nel vecchio mondo era una brillante neonatologa, sebbene la legge di Gilead vieti alle donne di esercitare la professione medica. Di fronte allo scontato rifiuto di Fred, Serena decide di falsificare la sua firma per concedere alla Hodgson un permesso speciale. June propone di far incontrare Janine e Angela, permettendo all'amica di vedere la figlia un'ultima volta. Zia Lydia concede il permesso, precisando che se qualcosa andrà storto la responsabilità ricadrà solo su June. Hodgson non individua spiegazioni cliniche al malessere di Angela e auspica che le amorevoli cure della madre possano aiutarla. Rientrate dall'ospedale, Serena e June sono convocate nello studio di Fred che ha scoperto i traffici svolti in sua assenza, compresa la firma di Serena sul permesso speciale per la Hodgson. Fred punisce Serena colpendola con la cinta e costringendo June ad assistere.
Sistemando il capanno, Eden si è imbattuta nelle lettere delle ancelle che Nick teneva nascoste per June. Benché la moglie affermi di non averle lette, Nick adirato le ordina di non curiosare più tra le sue cose.
Al mattino Zia Lydia vede Angela in piena salute tra le braccia di Janine.

## Potere intelligente
- Titolo originale: Smart Power
- Diretto da: Jeremy Podeswa
- Scritto da: Dorothy Fortenberry

### Trama
Fred deve recarsi in Canada per una missione diplomatica piuttosto delicata. Avendo stabilito che Serena e Nick lo accompagneranno nel viaggio, Fred affida la sorveglianza della casa al Guardiano Isaac. Serena non è d'accordo di dover andare con lui, considerato che June è entrata nell'ultimo trimestre, il momento più delicato della gravidanza. Fred obietta che la loro missione è di vitale importanza per la stabilità di Gilead e le decisioni prese in Canada ricadranno anche sul loro bambino. Prima di partire, Serena annuncia a June che si sono sopportate abbastanza a lungo, quindi non appena avrà partorito dovrà lasciare casa Waterford senza aspettare lo svezzamento. June confida a Janine di temere per la propria sorte una volta che sarà nato il bambino. Quando Isaac intima alle due ancelle di stare in silenzio, Janine gli risponde in malo modo e viene colpita dal giovane Guardiano. June chiede a Rita di essere la madrina di suo figlio, ricoprendo lo stesso ruolo che Moira aveva avuto per Hannah, pur consapevole che la legge di Gilead proibisce alle Marte di esserlo. Riferendo a Zia Lydia ciò che ha stabilito Serena, June afferma che il bambino non sarà al sicuro in casa Waterford. Rivelandole che anche lei è stata madrina della figlia di sua sorella, morta dopo appena quattro giorni di vita, Zia Lydia promette a June che sorveglierà sul benessere del suo bambino.
Fred e Serena giungono a Toronto. Moira riconosce Fred in televisione e chiede a Rachel Tapping, ufficiale del consolato del governo americano in esilio, di arrestare i Waterford. Tapping però ha le mani legate, vincolata ai rapporti di cortesia istituzionale imposti dalla Realpolitik. Mentre Fred è impegnato nei colloqui con il governo canadese, Serena incontra nel bar del centro congressi Mark Tuello, rappresentante del governo americano per le Hawaii, territorio che insieme all'Alaska è rimasto sotto il controllo degli Stati Uniti. Conoscendo il passato da intellettuale di Serena, Tuello le offre una via di fuga da Gilead, in modo che possa scrivere un sicuro bestseller sulla vita delle Mogli. Serena rifiuta sdegnata. La sera, di rientro in albergo, Fred è avvicinato da Luke che si presenta come il marito di June e accusa gli uomini di Gilead di essere degli stupratori. Fred non perde il suo aplomb, accusando i canadesi di diffondere fake news e dicendo di pregare per le povere anime perdute come Luke. Nick raggiunge Luke in un pub, gli racconta che June sta bene ed è incinta di Waterford e gli consegna le lettere delle ancelle. Luke, Moira e la loro coinquilina Erin restano scioccati nel leggere le missive, attivandosi per la loro divulgazione.
Il mattino seguente Fred e Serena sono informati che il governo canadese, non considerandoli più ospiti graditi, ha posto fine alla loro visita. Rientrati a Gilead, Serena getta nel fuoco il biglietto da visita di Mark, rinunciando dunque alla libertà. Nick comunica a June che suo marito Luke sta bene e che Moira vive con lui. Sollevata nel sapere che Moira è riuscita a salvarsi, June è ancora più determinata a combattere la sua battaglia.

## L'ultima cerimonia
- Titolo originale: The Last Ceremony
- Diretto da: Jeremy Podeswa
- Scritto da: Yahlin Chang

### Trama
Roy, il nuovo Comandante di Emily, ha un infarto durante la Cerimonia. Mentre la Moglie si precipita fuori dalla stanza a cercare aiuto, Emily si rifiuta di prestare soccorso e assesta un paio di calci all'uomo moribondo. Mentre sta facendo la spesa al mercato, June entra in travaglio ed è riaccompagnata a casa in ambulanza per partorire. Zia Lydia e le ancelle accorrono per la cerimonia della nascita, mentre i Comandanti si riuniscono a festeggiare il lieto evento e le Mogli preparano Serena al momento in cui accoglierà il figlio tra le braccia. Purtroppo le contrazioni di June si rivelano un falso allarme e il dottore, dopo averla visitata, afferma che il giorno del parto è ancora di là da venire.
Frustrata per l'inatteso contrattempo, Serena comunica a June che dopo il parto sarà trasferita in un nuovo distretto. June chiede a Fred di poter andare nello stesso distretto in cui si trova Hannah. Contrariato per essere stato troppo indulgente con June, le cui pretese sono del tutto fuori luogo considerato il suo status di ancella, Fred la caccia dallo studio. June gli rinfaccia che non proverà mai l'emozione di avere un figlio che sia sangue del suo sangue. Discussa con Serena la possibilità di anticipare il parto, Fred e la moglie sottopongono June a una Cerimonia forzata per indurlo naturalmente, nonostante lei li implori di non farlo. Nick sorprende Eden baciarsi in giardino con Isaac, rimasto in casa Waterford anche dopo il rientro dei padroni dal Canada. Di fronte alla reazione impassibile di Nick, Eden esprime il proprio sconcerto per un marito che non ha mai mostrato il minimo interesse verso di lei. Dispiaciuto per quanto fatto patire a June, Fred le organizza una visita con Hannah mentre Serena è fuori casa. Accompagnata da Nick, June riabbraccia la figlia che adesso si chiama Agnes ed è stata adottata. Prima di salutarla, June le dice di obbedire ai nuovi genitori e che farà di tutto per ritrovarla.
Sentendo arrivare una macchina, Nick nasconde June nella casa in cui si è svolto l'incontro e affronta due Guardiani. Dopo una rapida colluttazione, Nick viene portato via e June si ritrova sola nel bel mezzo della foresta.

## Holly
- Titolo originale: Holly
- Diretto da: Daina Reid
- Scritto da: Bruce Miller & Kira Snyder

### Trama
June trova le chiavi della macchina parcheggiata all'interno della rimessa attigua alla casa, ma si attarda troppo nei preparativi, fin quando vede arrivare Fred e Serena dalla finestra del piano superiore. June si nasconde, ascoltando i coniugi Waterford incolparsi a vicenda per la nuova fuga dell'ancella. Mentre Fred accusa Serena di non aver mai fatto sentire June a proprio agio, la moglie replica che non avrebbe dovuto stuprarla. Ora sono costretti a risolvere la questione da soli, altrimenti rischierebbero guai seri per essersi fatti sfuggire un'ancella incinta. June trova un fucile, ma non ha il coraggio di sparare ai Waterford che se ne vanno via. June ha delle fitte, ricordandosi quando sua madre Holly le propose di partorire in casa e lei rifiutò, preferendo la soluzione classica dell'ospedale.
Armata di fucile, June torna alla rimessa e, non riuscendo ad aprire la serranda, tenta inutilmente di sfondarla spingendola con la macchina. June ha delle nuove fitte e si accorge che le si sono rotte le acque. Si accascia dentro casa, rivivendo il momento della nascita di Hannah a cui Holly, dopo la loro discussione, aveva deciso di non partecipare. Al risveglio trova la coperta zuppa di sangue ma il bambino non è ancora nato. Uscita nella notte, June non riesce a muovere più di qualche passo e spara in aria con il fucile nella speranza che qualcuno possa sentirla. Ricordandosi le lezioni di Zia Lydia al Centro Rosso e la precedente esperienza di Janine, June partorisce da sola e mette alla bambina il nome Holly, in onore di sua madre che alla fine era riuscita ad arrivare subito dopo la nascita di Hannah.
Le finestre della casa riflettono il bagliore dei fari, segno che qualcuno è giunto a recuperare June.

## Postpartum
- Titolo originale: Postpartum
- Diretto da: Daina Reid
- Scritto da: Eric Tuchman

### Trama
Passate alcune settimane dalla notte del suo ritrovamento, June è in degenza al Centro Rosso per riprendersi dopo il parto in solitaria. La sua incredibile esperienza l'ha resa un'ancella popolare, al punto di essere contesa da parecchie famiglie. La bambina, cui i Waterford hanno messo il nome Nichole, è affettuosamente coccolata da Serena che ha finalmente coronato il sogno di avere un bambino, motivo principale che l'ha spinta a desiderare l'instaurazione di Gilead. Siccome la quantità di latte materno prodotto da June si sta riducendo, Zia Lydia acconsente a farle vedere la bambina, ottenendo il risultato sperato quando il flusso di latte riprende. Zia Lydia convince i Waterford a far tornare June da loro fino al termine dello svezzamento di Nichole. Nick suggerisce a June di fuggire insieme a Holly per costituire quella che nei fatti dovrebbe essere la loro famiglia. June propone a Fred di riprendere le partite a Scarabeo, ripristinando quella che un tempo era la loro normalità.
Zia Lydia ha trovato una nuova sistemazione a Emily presso la famiglia del Comandante Joseph Lawrence, uno degli architetti della Repubblica di Gilead, precisando che per lei potrebbe essere l'ultima occasione di fare ammenda e rendersi utile al regime. Eleanor, la moglie di Lawrence, racconta a Emily che è stato suo marito a ideare le Colonie come sistema per nascondere tutto il marcio di Gilead. Rinchiusa Eleanor nella sua stanza prima che potesse parlare troppo, Joseph invita Emily a non prestare ascolto ai deliri di una donna psichicamente disturbata, dichiarando poi di conoscere tutto sul suo passato.
Eden tenta di fuggire con il Guardiano Isaac, quello che ormai considera il suo vero amore, ma sono catturati. Non mostrando alcun segno di pentimento, i due giovani vengono giustiziati davanti a un folto pubblico.
Scioccata per la sorte di Eden, a cui era molto legata, Serena autorizza June a dare il latte a Nichole.

## La parola
- Titolo originale: The Word
- Diretto da: Mike Barker
- Scritto da: Bruce Miller

### Trama
Spulciando tra gli oggetti appartenuti a Eden, June trova una Bibbia piena di annotazioni. Consegnandola a Serena, June esprime l'auspicio che Nichole cresca con la stessa voglia di farsi domande che aveva Eden, poiché Gilead vieta alle donne di leggere e la parola di Dio dovrebbe essere a disposizione di tutti. Il padre di Eden si scusa con Waterford e Nick per l'oltraggio che la figlia ha recato loro, ammettendo che è stato lui stesso a denunciarla per emendare i suoi peccati. Quando June biasima il comportamento del padre di Eden, Fred la schiaffeggia. Lei risponde allo schiaffo, facendo esclamare Fred che le donne sono la rovina della società. Rita permette a June e Nick di stare con Nichole nei momenti in cui i padroni non sono in casa.
Joseph Lawrence rifiuta di sottoporsi alla Cerimonia con Emily.
Parlando davanti ai Comandanti, Serena presenta un'istanza delle Mogli per chiedere che alle loro figlie sia concesso di leggere la Bibbia. Per rimarcare il suo messaggio, Serena legge un passo della Bibbia perdendo il sostegno delle altre Mogli e, una volta terminata la seduta, Fred lascia che la moglie venga arrestata. Come prevede la legge di Gilead, Serena è punita con il taglio di un dito. Tornata a casa, Serena mostra a June che ha provato inutilmente a lottare per i diritti delle donne. Fred propone a June di provare a concepire un altro figlio, offrendole più visite ad Hannah come incentivo. Zia Lydia chiede a Emily come è andata la sua prima Cerimonia e la ragazza, che precedentemente aveva nascosto un coltello da cucina nel vestito, lo conficca nella schiena di Zia Lydia che precipita dalle scale.
Nell'abitazione di fronte a casa Waterford scoppia un incendio. Rita sprona June a cogliere l'occasione per scappare con Holly, mentre Nick tiene occupato Fred spiegandogli che deve restare in casa per ragioni di sicurezza. Quando Serena prova a fermarla, June le dice che non può permettere di far crescere Holly in un posto orribile come Gilead. Serena capisce che June ha ragione e, dopo aver salutato amorevolmente Holly, augura buona fortuna alla sua ancella. Le Marte conducono June in un viadotto, dove è raggiunta da Emily, a cui il Comandante Lawrence ha concesso la libertà prima che venga punita per quanto fatto a Zia Lydia. June consegna Holly a Emily, chiedendole di badare a lei e di chiamarla Nichole, perché ha deciso di restare a Gilead per cercare di salvare Hannah. Salutate l'amica e la figlia, June è pronta a combattere.